# Ocotea catharinensis
Ocotea catharinensis là một loài thực vật thuộc họ Lauraceae.
Đây là một loài thực vật trong rừng mưa nhiệt đới Đại Tây Dương, đặc hữu của miền đông Brasil, phân bố từ Minas Gerais tới Rio Grande do Sul. Chúng hiện đang bị đe dọa vì bị khai thác quá mức để lấy gỗ và dầu (linalool).
Đây là một cây lấy mật hoa, quả của nó cũng được chim chóc và động vật có vú tìm ăn, trong đó có loài khỉ trong tình trạng nguy cấp Brachyteles arachnoides.